# Морозовичский сельсовет
Морозовичский сельсовет (белор. Марозавіцкi сельсавет) — административная единица на территории Буда-Кошелёвского района Гомельской области Беларуси. Административный центр — деревня Морозовичи.

## История
Образован 16 июля 1954 года в составе Буда-Кошелёвского района Гомельской области БССР с центром в деревне Морозовичи путём выделения из административного подчинения Буда-Кошелёвского поссовета населённых пунктов: Отчаянный, Бадёрый, Березина, Берестовка, Бушевка, Ветка, Осов,Высокая Грива, Галенки, Гром, Демидовка, Зелёная Дуброва, Зеленый Дуб, Ковалёво, Канторовичи, Морозовичи, Новая Буда, Новая Уза, Победитель, Папоротный, Рекорд, Славенец, Уборки, Чарот, Ясакар, а также деревни Березовка и Мигай с Недайского сельсовета.
В состав Морозовичского сельсовета до 1976 года входили ныне не существующие посёлки Осов и Галенки.
16 декабря 2009 года в состав сельсовета включена территория упразднённого Глазовского сельсовета, в том числе деревни Глазовка, Житонежье, Ивановка, посёлки Васильевка, Диково, Новый Свет, Чернятин, Красное Знамя.
30 сентября 2020 года на территории сельсовета был упразднён посёлок Новая Буда.

## Состав
Морозовичский сельсовет включает 31 населённый пункт:
- Березина — деревня
- Берёзовка — посёлок
- Берестовка — деревня
- Бадёрый — посёлок
- Бушевка — деревня
- Васильевка — посёлок
- Ветка — посёлок
- Высокая Грива — посёлок
- Глазовка — агрогородок
- Демидовка — посёлок
- Диково — посёлок
- Житонежье — деревня
- Зелёная Дуброва — посёлок
- Зеленый Дуб — посёлок
- Ивановка — деревня
- Ковалёво — посёлок
- Красное Знамя — посёлок
- Канторовичи — посёлок
- Мигай — посёлок
- Морозовичи — деревня
- Новая Уза — посёлок
- Новый Свет — посёлок
- Отчаянный — посёлок
- Папоротный — посёлок
- Победитель — посёлок
- Рекорд — посёлок
- Славенец — посёлок
- Уборки — посёлок
- Чарот — посёлок
- Чернятин — посёлок
- Ясакар — посёлок

Упразднённые населённые пункты: 
- Новая Буда — посёлок